# Trio à cordes no 3 de Beethoven
Pour les articles homonymes, voir Trio à cordes (homonymie).

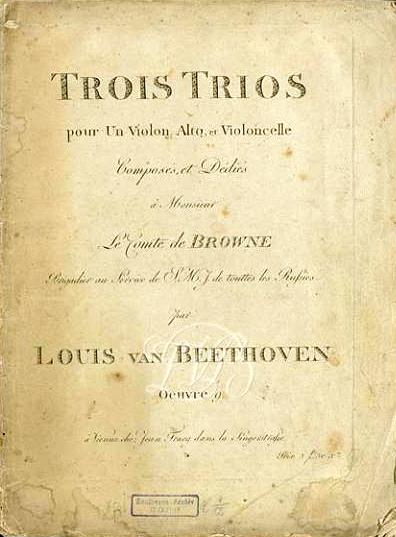
Page titre de la première édition

Le Trio à cordes no 3 en sol majeur opus 9 no 1 est un trio pour violon, alto et violoncelle de Beethoven. Composé entre 1796 et 1798 et dédié au comte Johann Georg von Browne, il est publié en juillet 1798 chez l'éditeur Traëg.

## Analyse de l'œuvre
1. Adagio - Allegro con brio
2. Adagio ma non tanto e cantabile
3. Scherzo: Allegro
4. Presto

- Durée d'exécution : vingt quatre minutes.

## Arrangement
Ferdinand Ries en a réalisé une transcription pour trio avec piano.